# Florus en Laurus

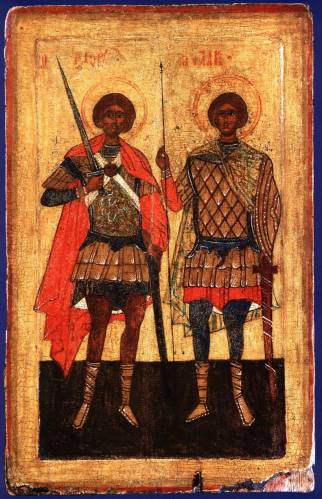
Florus and Laurus (Rusland, 15e eeuw

De heiligen Florus en Laurus zijn christelijke martelaren uit de 2e eeuw. Volgens een Griekse bron werkten de tweelingbroers als steenhouwers. De feestdag van de tweeling is op 18 augustus.

## Levensbeschrijving
Oorspronkelijk kwamen Florus en Laurus van Constantinopel, Byzantium, maar zij vestigden zich in Ulpiani, in de Romeinse provincie Illyricum. De prefect van Illyricum nam de beide broers in dienst om een heidense tempel te bouwen nadat zij het vak hadden geleerd van twee andere christenen, Maximus en Proculus. Het salaris dat Florus en Laurus met hun werk verdienden gaven zij aan de armen. Nadat de zoon van een heidense priester met de naam Mamertin gewond aan zijn oog raakte door een steensplinter, wisten Florus en Laurus de jongen te genezen nadat hij zich bekeerde tot het christendom. De vader was zo verbaasd over de genezing van zijn zoon, dat ook hij zich liet bekeren.
Na voltooiing van de tempel brachten Florus en Laurus er veel christenen bijeen. De groep vernielden alle afgodsbeelden in de tempel en richtten in het gebouw vervolgens een kruis op. Dit vandalisme kwam de christenen duur te staan en de lokale autoriteiten veroordeelden 300 christenen tot de dood door verbranding, inclusief Mamertin en zijn zoon. Florus en Laurus werden op een andere manier ter dood gebracht: zij werden levend begraven door hen in een opgedroogde put te gooien die daarop met aarde werd gedempt.

## Verering
Later werden de relieken van de tweelingbroers onaangetast gevonden. Diezelfde dag kwam er ook een einde aan de pest die onder paarden woedde. Deze gebeurtenis leidde tot de associatie van beide broers met paarden. Na de vondst werden de relieken van Florus en Laurus naar Constantinopel gebracht. Van het bestaan van de relieken in Constantinopel getuigt een verslag van een pelgrim uit Novgorod, die ze in 1200 zag. Een andere pelgrim uit Novgorod zag in 1350 de hoofden van beide martelaren in de Pantokrator-kerk te Constantinopel.
Florus en Laurus worden beschouwd als de patroonheiligen van paarden. De broers worden op iconen vaak afgebeeld met paarden. Boeren ploegden niet met paarden op de feestdag van Florus en Laurus vanwege hun angst om daarmee veepest te veroorzaken. In plaats daarvan leidden boeren op de feestdag hun paarden rond de kerk van hun dorp. Het Florovski-klooster in Kiev en veel Oosters-orthodoxe kerken (zoals de Florus en Lauruskerk te Moskou) zijn gewijd aan de beide martelaren.

## Afbeeldingen

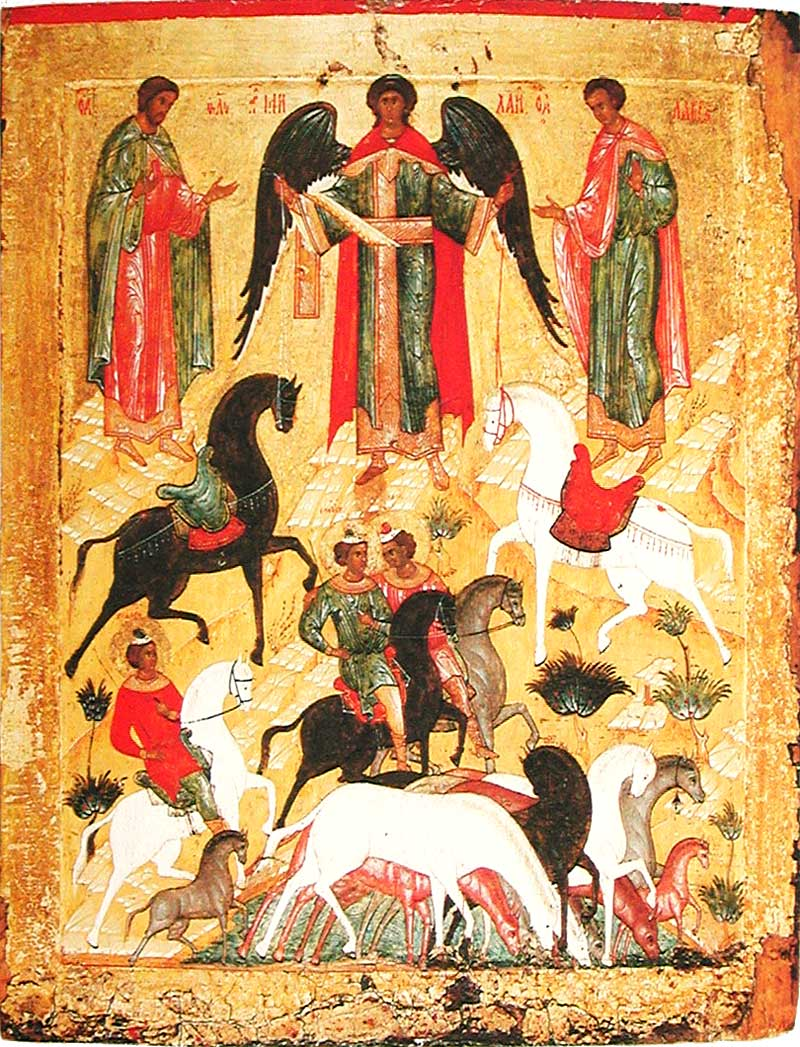
Icoon van Florus en Laurus (Tretjakovgalerij)
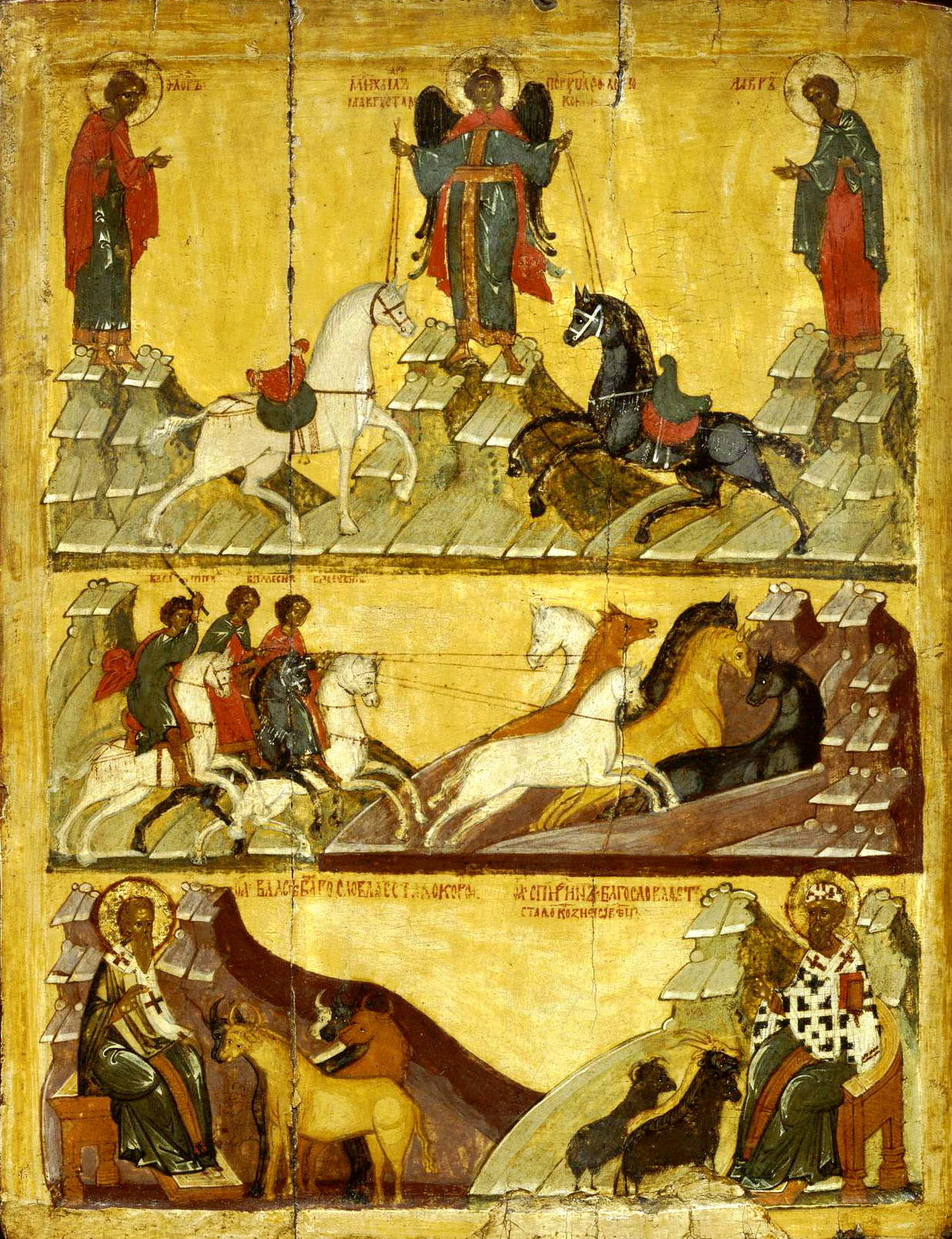
Icoon van Florus en Laurus
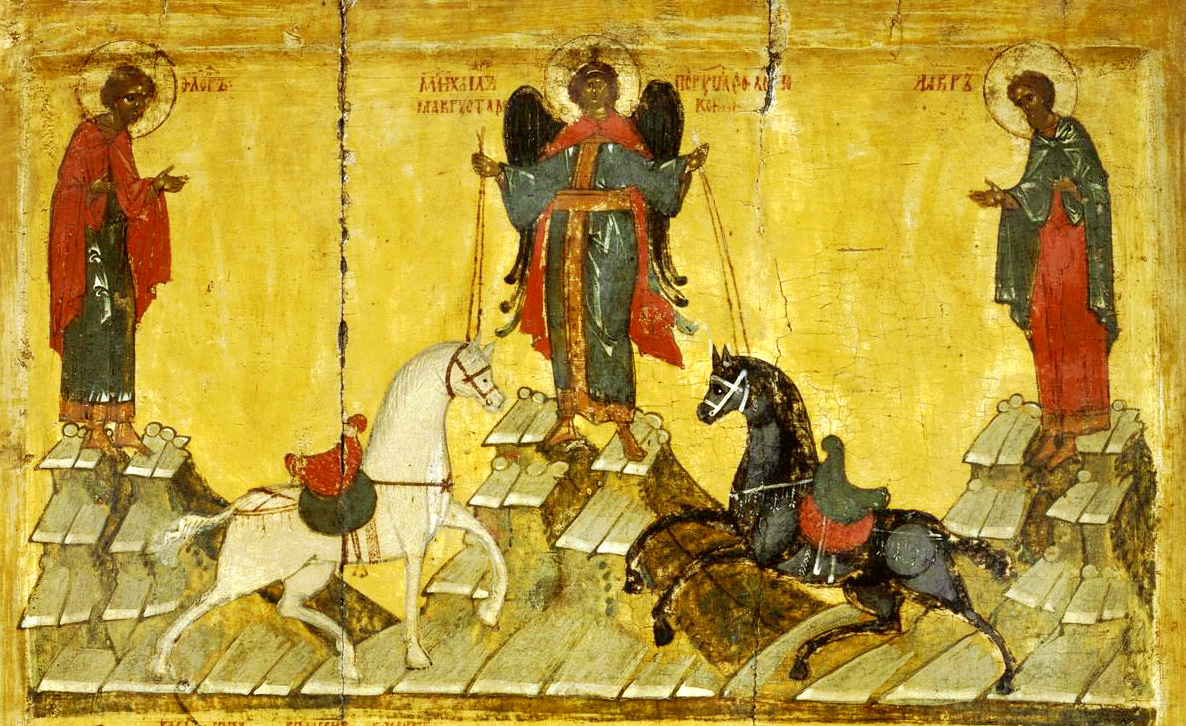
detail